# À mon âge et à l'heure qu'il est
Albums de Julien Clerc
No 7
(1975) Jaloux
(1978)
À mon âge et à l'heure qu'il est est le huitième album studio de Julien Clerc sorti en 1976.

## Titres
| 10 Titres   | 10 Titres                        | 10 Titres           | 10 Titres    | 10 Titres  | 10 Titres | 10 Titres | 10 Titres | 10 Titres | 10 Titres |
| No          | Titre                            | Paroles             | Musique      | Durée      |           |           |           |           |           |
| ----------- | -------------------------------- | ------------------- | ------------ | ---------- | --------- | --------- | --------- | --------- | --------- |
| 1.          | Black Out (Faire l'amour ici)    | Étienne Roda-Gil    | Julien Clerc | 3 min 28 s |           |           |           |           |           |
| 2.          | Le Cœur trop grand pour moi      | Jean-Loup Dabadie   | Julien Clerc | 3 min 53 s |           |           |           |           |           |
| 3.          | Je suis mal                      | Jean-Loup Dabadie   | Julien Clerc | 3 min 33 s |           |           |           |           |           |
| 4.          | A mon âge et à l'heure qu'il est | Maxime Le Forestier | Julien Clerc | 4 min 03 s |           |           |           |           |           |
| 5.          | Aujourd'hui rien n'est normal    | Etienne Roda-Gil    | Julien Clerc | 3 min 57 s |           |           |           |           |           |
| 6.          | Les Jours de joie                | Etienne Roda-Gil    | Julien Clerc | 4 min 09 s |           |           |           |           |           |
| 7.          | Amis                             | Maxime Le Forestier | Julien Clerc | 3 min 05 s |           |           |           |           |           |
| 8.          | À la fin je pleure               | Jean-Loup Dabadie   | Julien Clerc | 4 min 14 s |           |           |           |           |           |
| 9.          | Romina                           | Maurice Vallet      | Julien Clerc | 2 min 36 s |           |           |           |           |           |
| 10.         | J'aime ton corps                 | Maxime Le Forestier | Julien Clerc | 4 min 26 s |           |           |           |           |           |
| 37 min 50 s |                                  |                     |              |            |           |           |           |           |           |

## Certification
| Pays          | Certification | Date | Ventes certifiées |
| ------------- | ------------- | ---- | ----------------- |
| France (SNEP) | Or            | 1977 | 100 000           |